# Chris Eyre
Chris Eyre (né en 1968), membre inscrit des tribus Cheyenne et Arapaho, est un réalisateur et producteur américain.

## Biographie
Depuis 2012, Chris Eyre est président du département de cinéma de l'université d'art et de design de Santa Fe. 

## Œuvre
En 1998, Chris Eyre travaille sur deux projets de films. Son premier film est une courte vidéo Things We Do (1998). Son premier film de long métrage, Phoenix Arizona (Smoke Signals, 1998), remporte le trophée des cinéastes et le prix du public au Sundance Film Festival. Il a également remporté le prix du "Meilleur film" au Films de 1998. 
Le deuxième film d'Eyre, Skins, est l'histoire de deux frères de la réserve de Pine Ridge, un flic tribal et un vétéran du Viêt Nam luttant contre l'alcool et les problèmes émotionnels. Il a déclaré lors d'une projection « La seule chose que vous obtenez en faisant des pièces d'époque sur les Indiens est la culpabilité. Je suis intéressé à faire ce que les cinéastes non indiens ne peuvent pas faire, qui est de représenter les Indiens contemporains. ».

## Filmographie
| Année | Film                | Crédité comme | Crédité comme |
| Année | Film                | Réalisateur   | Producteur    |
| ----- | ------------------- | ------------- | ------------- |
| 1998  | Things We Do        | Oui           |               |
| 1998  | Phoenix Arizona     | Oui           | Oui           |
| 2001  | The Doe Boy         |               | Oui           |
| 2002  | Skins               | Oui           | Oui           |
| 2002  | Skinwalkers         | Oui           |               |
| 2003  | Edge of America     | Oui           | Oui           |
| 2004  | Le Voleur de temps  | Oui           |               |
| 2005  | A Thousand Roads    | Oui           |               |
| 2007  | Imprint             |               | Oui           |
| 2008  | After the Mayflower | Oui           |               |
| 2008  | Tecumseh's Vision   | Oui           |               |
| 2011  | Hide Away           | Oui           |               |
| 2015  | The Seventh Fire    |               | Oui           |